# Den röda lyktan (bok)
Den röda lyktan: två berättelser från Kina är en bok av den kinesiske författaren Su Tong, utgiven på svenska 1993. Boken består av kortromanerna Den röda lyktan och Shu nong. Titelberättelsen, som handlar om en ung kvinna som gifter sig med en förmögen man, är filmatiserad av Zhang Yimou. Inledningen till boken lyder som följer: "När fjärde hustrun Songlian bars in i familjen Chens trädgård var hon nitton år. Det var en kväll i skymningen som fyra bärare från landet bar henne i bärstol genom bakdörren på västra sidan av trädgården. Tjänarna höll just på att tvätta kläder vid brunnen då de fick se hur bärstolen tyst lyftes in genom den månformade dörren och en skolflicka i vit blus och svart kjol steg ut..."